# Дисереброцерий
Дисереброцерий — бинарное неорганическое соединение, интерметаллид
церия и серебра
с формулой Ag2Ce,
кристаллы.

## Получение
- Сплавление стехиометрических количеств чистых веществ:

{\displaystyle {\mathsf {Ce+2Ag\ {\xrightarrow {855^{o}C}}\ Ag_{2}Ce}}}

## Физические свойства
Дисереброцерий образует кристаллы
ромбической сингонии, пространственная группа I mma, параметры ячейки a = 0,4800 нм, b = 0,7090 нм, c = 0,8205 нм, Z = 4,
структура типа димедьцерия CeCu2
.
При температурах 540 °C и 750 °C в соединении происходят фазовые переходы.
Соединение образуется по перитектической реакции при температуре 855 °C
(848 °C).